# Accident minier de Copiapó
L’accident minier de Copiapó est un effondrement survenu le 5 août 2010 dans la mine de San José extrayant du cuivre et de l'or au nord de Copiapó au Chili, qui laisse 33 mineurs bloqués sous terre. Initialement considérés comme morts, ces derniers surnommés Los 33, ont pu se mettre à l'abri dans un refuge de la mine et donner un signe de vie. 
Les opérations de sauvetage qui ont duré deux mois et 10 jours ont un très fort retentissement national et international. Leur remontée à la surface, un à un, le 13 octobre 2010, après 69 jours sous terre, en présence du Président du Chili Sebastián Piñera, est diffusée en direct par plusieurs télévisions à travers le monde.

## Histoire

Schéma explicatif

Les mineurs, pris au piège à 688 mètres de profondeur et à environ 5 km de l'entrée de la mine, se sont installés dans un refuge de sécurité. La mine a des précédents d'instabilité qui a conduit à des accidents, dont un décès.
Bien que les autorités aient peu d'espoir de les retrouver vivants, elles poursuivent néanmoins les recherches en envoyant plusieurs sondes par les puits d'aération. Plusieurs jours après l'accident, une sonde équipée d'une micro-caméra vidéo a pu localiser les mineurs vivants. Un projet de creusement d'un forage de 66 cm de diamètre et de plus de 688 m de profondeur a mis plus de deux mois pour les sortir. Des vivres, des messages de leurs familles — rassemblées à proximité, dans un campement vite baptisé « Esperanza » (« Espoir ») — et des divertissements (en raison des signes de dépression) leur sont transmis en attendant leur délivrance tandis que la NASA sert de conseiller.
Les mineurs ont contribué eux-mêmes à leur sauvetage en évacuant la masse énorme de débris de forage qui s'est écoulée par le bas du forage pilote. Une masse de débris de l'ordre de 750 à 1 500 tonnes en fonction du diamètre du forage réalisé (de 70 cm à 1 m de diamètre) a été déblayée en continu par les mineurs organisés en plusieurs équipes. Ils ont pu survivre en buvant l'eau, pourtant très sale et donc non potable, qui leur sert à travailler.
Le plan de sauvetage est conçu par des ingénieurs de l'entreprise de l'État chilien Codelco,, dirigés par l'ingénieur André Sougarret,, avec l'aide de l'entreprise texane Drillers Supply International et le forage du puits de secours effectué par Center Rock, une entreprise du comté de Somerset (Pennsylvanie), est terminé le 9 octobre 2010. Il a fallu 33 jours de forage pour atteindre les 33 mineurs. Le premier mineur, Florencio Avalos, est remonté à la surface grâce à une étroite capsule, semblable à une Dahlbusch Bomb (en), baptisée Fenix 2 (Phénix en français, par allusion à la « renaissance » des mineurs extraits de la mine) le mercredi 13 octobre 2010, vers 0 h 12, heure locale, après 69 jours passés coupés du monde à près de 700 mètres sous terre. Le 33e et dernier mineur, Luis Urzúa, rejoint finalement la surface à 21 h 55, heure locale. La capsule Fenix 2 fut principalement réalisée en métal déployé.
L’opération nommée San Lorenzo (saint patron des mineurs) a coûté approximativement 14 millions d’euros.
D'après l’historien Franck Gaudichaud, le drame a été instrumentalisé par les médias chiliens à des fins de propagande politique : « tout fut fait pour transformer l’élan de solidarité en un consensus politique : "tous unis" derrière le président Piñera. » La popularité du président a progressé de 10 points pendant ces événements.
À la suite de ce drame, le Président chilien annonce une réforme de la législation du travail qui sera effective en mars 2014.

## Isolement
Durant leur blocage au sein de la mine, les mineurs chiliens et boliviens ont pu bénéficier de la télévision avec laquelle ils ont pu suivre les matchs de l'équipe nationale de football du Chili. Les mineurs ont aussi pu communiquer avec leur famille à l'aide d'un câble téléphonique. Des images vidéo des mineurs ont été tournées durant tout leur blocage. Les mineurs ont dû rationner leurs maigres denrées alimentaires et ont souffert d’une chaleur étouffante. Les spécialistes en santé mentale ont constaté que la mise en place d'une hiérarchie et d'une routine quotidienne avait été un facteur important de la survie des 33 mineurs chiliens, compte tenu de l'incertitude, de l'isolement, et de l'obscurité auxquels ils étaient soumis. L'un des survivants, Alex Vega, dit au contraire que la hiérarchie a été immédiatement abandonnée et que les 33 ont adopté un fonctionnement démocratique.

## Ordre du sauvetage

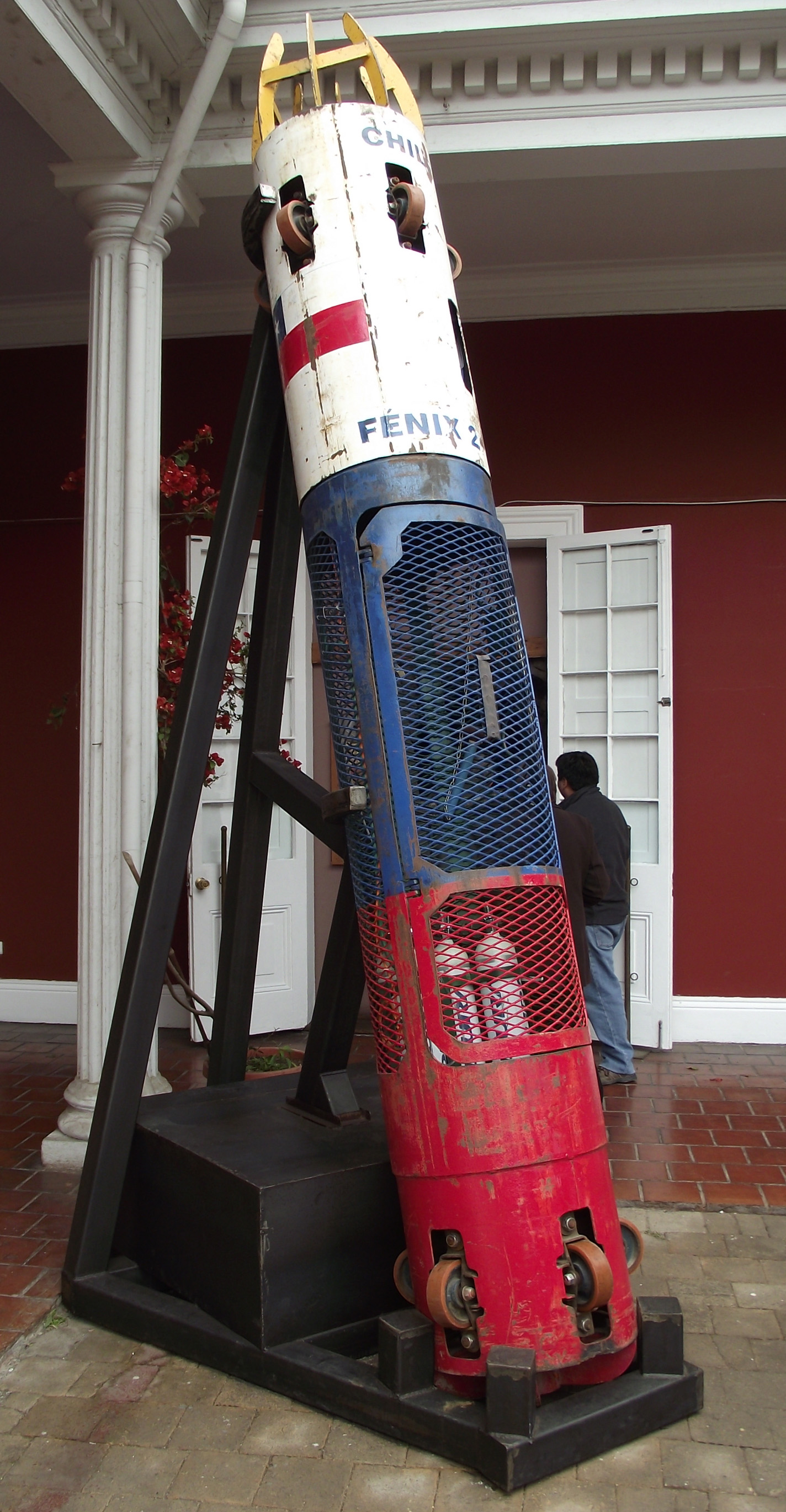
Capsule Fénix

L'ordre de sauvetage a été déterminé en fonction des caractéristiques individuelles : en premier les plus habiles (en cas de problème lors de la remontée), puis les plus faibles, et enfin les plus robustes.
|     | Mineur              | Âge | Heure du sauvetage (heure locale) | Durée du sauvetage |
| --- | ------------------- | --- | --------------------------------- | ------------------ |
| 1.  | Florencio Ávalos    | 31  | 13 octobre 00:11                  | 0:51               |
| 2.  | Mario Sepúlveda     | 40  | 13 octobre 01:10                  | 1:00               |
| 3.  | Juan Illanes        | 52  | 13 octobre 02:07                  | 0:57               |
| 4.  | Carlos Mamani       | 23  | 13 octobre 03:11                  | 1:04               |
| 5.  | Jimmy Sánchez       | 19  | 13 octobre 04:11                  | 1:00               |
| 6.  | Osmán Araya         | 30  | 13 octobre 05:35                  | 1:24               |
| 7.  | José Ojeda          | 46  | 13 octobre 06:22                  | 0:47               |
| 8.  | Claudio Yáñez       | 34  | 13 octobre 07:04                  | 0:42               |
| 9.  | Mario Gómez         | 64  | 13 octobre 08:00                  | 0:56               |
| 10. | Alex Vega           | 31  | 13 octobre 08:53                  | 0:53               |
| 11. | Jorge Galleguillos  | 56  | 13 octobre 09:31                  | 0:38               |
| 12. | Edison Peña         | 34  | 13 octobre 10:13                  | 0:42               |
| 13. | Carlos Barrios      | 27  | 13 octobre 10:55                  | 0:42               |
| 14. | Víctor Zamora       | 33  | 13 octobre 11:32                  | 0:37               |
| 15. | Víctor Segovia      | 48  | 13 octobre 12:08                  | 0:36               |
| 16. | Daniel Herrera      | 27  | 13 octobre 12:50                  | 0:42               |
| 17. | Omar Reygadas       | 56  | 13 octobre 13:39                  | 0:49               |
| 18. | Esteban Rojas       | 44  | 13 octobre 14:49                  | 1:10               |
| 19. | Pablo Rojas         | 45  | 13 octobre 15:28                  | 0:39               |
| 20. | Darío Segovia       | 48  | 13 octobre 15:59                  | 0:31               |
| 21. | Yonni Barrios       | 50  | 13 octobre 16:31                  | 0:32               |
| 22. | Samuel Ávalos       | 43  | 13 octobre 17:04                  | 0:33               |
| 23. | Carlos Bugueño      | 27  | 13 octobre 17:33                  | 0:29               |
| 24. | José Henríquez      | 54  | 13 octobre 17:59                  | 0:26               |
| 25. | Renán Ávalos        | 29  | 13 octobre 18:24                  | 0:25               |
| 26. | Claudio Acuña       | 44  | 13 octobre 18:51                  | 0:27               |
| 27. | Franklin Lobos      | 53  | 13 octobre 19:18                  | 0:27               |
| 28. | Richard Villarroel  | 27  | 13 octobre 19:45                  | 0:27               |
| 29. | Juan Carlos Aguilar | 49  | 13 octobre 20:13                  | 0:28               |
| 30. | Raúl Bustos         | 40  | 13 octobre 20:37                  | 0:24               |
| 31. | Pedro Cortez        | 26  | 13 octobre 21:02                  | 0:25               |
| 32. | Ariel Ticona Yáñes  | 29  | 13 octobre 21:30                  | 0:28               |
| 33. | Luis Urzúa          | 54  | 13 octobre 21:55                  | 0:25               |

|    | Sauveteurs         | Heure de descente (CLDT) | Heure d'extraction (CLDT) | Temps passé dans la mine | Durée de la remontée |
| -- | ------------------ | ------------------------ | ------------------------- | ------------------------ | -------------------- |
| 1. | Manuel González    | 12 octobre 23:18         | 14 octobre 00:32          | 25:14                    | 0:27                 |
| 2. | Roberto Ríos       | 13 octobre 00:16         | 14 octobre 00:05          | 23:49                    | 0:23                 |
| 3. | Patricio Robledo   | 13 octobre 01:18         | 13 octobre 23:42          | 22:24                    | 0:25                 |
| 4. | Jorge Bustamante   | 13 octobre 10:22         | 13 octobre 23:17          | 12:55                    | 0:24                 |
| 5. | Patricio Sepúlveda | 13 octobre 12:14         | 13 octobre 22:53          | 10:39                    | 0:23                 |
| 6. | Pedro Rivero       | 13 octobre, après 14:05  | 13 octobre 22:30          | Jusqu'à 8:25             | 0:35                 |

## Enquête sur l'origine de l'éboulement
En marge des enquêtes sur l'éboulement du 5 août, le député Carlos Vilches de l'Union démocrate indépendante a rapporté des détails accablants, confirmés par des mineurs, sur des problèmes de sécurité à l'intérieur de la mine San José que la direction aurait ignorés. En outre, trois heures avant l'éboulement, les mineurs ont signalé des bruits importants résonnant dans la mine et ont demandé à sortir, mais la direction de la mine le leur a interdit,.
Les mineurs en garderont une colère envers l'État chilien qui avait autorisé l'exploitation de la mine, malgré les risques qu'elle présentait.
La Confédération minière du Chili a rappelé que le Chili n'était pas signataire de la convention 176 de l’organisation internationale du travail (OIT) sur la sécurité et la santé dans les mines. Elle dénonce surtout une législation du travail en partie héritée de la dictature de Pinochet, restreignant par exemple le droit de grève.
La mine est détenue par la compagnie minière San Estaban, laquelle appartient à Alejandro Bohn (60 % du capital) et Marcelo Kemeny (40 %). D'après les témoignages de mineurs, l'entreprise cherchait constamment à augmenter la productivité de ses employés, notamment à travers le recours quasi-systématique aux heures supplémentaires (jusqu’à douze heures par jour), et se préoccupait peu de leur sécurité. Ainsi, lors de l'accident, les trente-trois mineurs ont découvert qu’aucune échelle n’avait été installée dans la cheminée de secours.

## Postérité
La cinéaste mexicaine Patricia Riggen a réalisé le long métrage américano-chilien Les 33 (2015), avec notamment Antonio Banderas, Cote de Pablo, Gabriel Byrne et Juliette Binoche. Le film revient sur le sauvetage des 33 mineurs.
À écouter également le podcast « In extremis, histoires de survie » de France-Inter a consacré un épisode à l'évènement : Épisode 2/12 : 33 hommes piégés à 700 mètres sous terre.